# Моравчикова, Зузана (легкоатлетка)
Зузана Моравчикова (словац. Zuzana Moravčíková; род. 30 декабря 1956, Нитра) — чехословацкая легкоатлетка, специалистка по бегу на короткие и средние дистанции. Выступала за сборную Чехословакии по лёгкой атлетике в первой половине 1980-х годов, обладательница серебряной медали чемпионата мира, двукратная серебряная призёрка международного турнира «Дружба-84», серебряная призёрка чемпионата Европы в помещении, победительница Кубка Европы, действующая рекордсменка Чехии и Чехословакии в эстафете 4×400 метров.

## Биография
Зузана Моравчикова родилась 30 декабря 1956 года в городе Нитра, Словакия. В детстве занималась плаванием, в возрасте 14 лет перешла в лёгкую атлетику — до 21 года проходила подготовку в Трнаве в местном клубе «Славия», затем переехала на постоянное жительство в Прагу.
Первого серьёзного успеха в лёгкой атлетике добилась в сезоне 1980 года, став чемпионкой Чехословакии в беге на 400 метров.
В 1982 году в составе чехословацкой сборной бежала 800 метров на чемпионате Европы в помещении в Милане, дошла до полуфинала на чемпионате Европы в Афинах.
В 1983 году в той же дисциплине выиграла серебряную медаль на чемпионате Европы в помещении в Будапеште. Благодаря череде успешных выступлений удостоилась права защищать честь страны на впервые проводившемся чемпионате мира по лёгкой атлетике в Хельсинки — в программе 800 метров остановилась на стадии полуфиналов, тогда как в эстафете 4×400 метров вместе с соотечественницами Татьяной Коцембовой, Миленой Матейковичовой и Ярмилой Кратохвиловой завоевала серебряную награду, пропустив вперёд только команду из Восточной Германии. Показанный здесь результат 3:20.32 навсегда остался рекордом Чехословакии и поныне считаётся рекордом Чехии. Позднее с теми же партнёршами Моравчикова также победила в эстафете 4×400 метров на Кубке Европы в Лондоне.
В 1984 году в беге на 800 метров финишировала шестой на чемпионате Европы в помещении в Гётеборге. Рассматривалась в качестве кандидатки на участие в летних Олимпийских играх в Лос-Анджелесе, однако Чехословакия вместе с несколькими другими странами восточного блока бойкотировала эти соревнования по политическим причинам. Вместо этого Моравчикова выступила на альтернативном турнире «Дружба-84» в Праге, где выиграла серебряные медали в дисциплине 800 метров и в эстафете 4×400 метров.
На чемпионате Европы в помещении 1985 года в Пирее сошла с 800-метровой дистанции в ходе предварительного квалификационного этапа, не показав никакого результата. Позднее в эстафете 4×400 метров стала третьей на Кубке Европы в Москве.